# Trial by Fire (Testament)
Trial by Fire è un EP pubblicato nel 1988 dalla Thrash metal band Testament. Contiene tre tracce, tra cui una versione alternativa di Trial by Fire, già pubblicata nell'album di debutto The Legacy.

## Tracce
1. Trial by Fire
2. Nobody's Fault (cover degli Aerosmith)
3. Reign of Terror

## Formazione
- Chuck Billy - voce
- Steve Souza - voce (traccia 3)
- Alex Skolnick - chitarra solista
- Eric Peterson - chitarra ritmica
- Greg Christian - basso
- Louie Clemente - batteria